# 28e régiment de transmissions
Pour les articles homonymes, voir 28e régiment.
 (mai 2021).
Si vous disposez d'ouvrages ou d'articles de référence ou si vous connaissez des sites web de qualité traitant du thème abordé ici, merci de compléter l'article en donnant les références utiles à sa vérifiabilité et en les liant à la section « Notes et références ».
Le 28e régiment de Transmissions est un régiment de l’Armée de terre française. Il a été créé en 1929, il a été engagé dans les opérations extérieures de la France depuis 1984.

## Historique du28e
Gardien des traditions du 28e Bataillon de Génie, créé en avril 1914, il participe à la Première Guerre mondiale en France et en Orient où trois de ses compagnies sont engagées dans les Balkans.
Le 28e BG est dissous en 1919.
Le 28e régiment du génie est créé en 1929 à la citadelle de Montpellier.
Il participe à la mise sur pied des unités du 28e bataillon du génie de la 28e division d'infanterie alpine qui opposent une résistance acharnée à l'offensive allemande de mai 1940.
- Le 1er juin 1942 naît l'arme des transmissions.
- Le 1er novembre 1945, le 28e régiment de transmissions est créé à Toulouse.
- En avril 1947, le 28 régiment de transmissions dissous, devient le 28e bataillon de transmissions, le 78e Bataillon de Transmissions et le 88e Bataillon de transmissions. Ces 3 bataillons auront a tour de rôle la garde du drapeau du 28e RT. Ils seront dissous le 31 mars 1951 et ce sera le 78e Bataillon de transmissions dernier gardien qui confiera le Drapeau au Service Historique de la défense.

- Le drapeau du 28e RT est confié, à partir de 1953 à 1956 au 821e bataillon de transmissions basé à Saïgon et au 822e bataillon de transmissions de Hanoï.

- En mars 1956 l'emblème du 28e régiment de transmissions est confié au centre d'instruction des transmissions de Sète.
- Le 1er juillet 1965, une réorganisation de l'instruction dans l'arme des transmissions permet la création du 28e régiment d'instruction des transmissions à Nice. qui se voit à nouveau dissous le 1er novembre 1969.
- le 28e Régiment de Transmissions réapparaît le 1er juillet 1979 en garnison d'Orléans.

- Le 1er juillet 1984, dans le cadre de la réorganisation de l'Armée de terre, la force d'action rapide est créée. Le 28e RT devient le régiment de transmissions de la FAR.

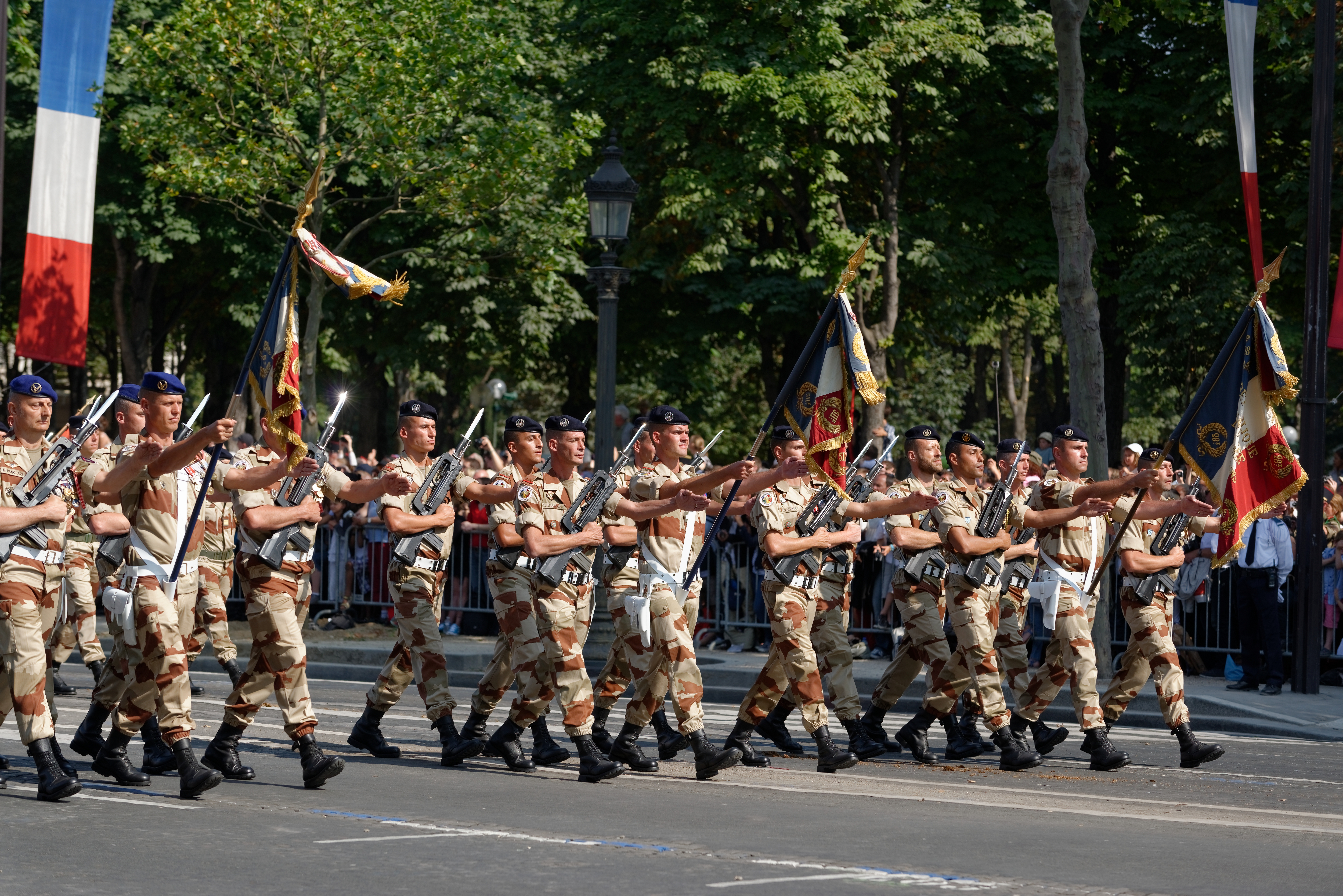
Défilé des troupes de la brigade Serval à Paris le 14 7 2013. Le drapeau du et sa garde sont à droite.

En 1990 il s'engage dans la guerre du Golfe.
Il s'engage aussi :
- en République centrafricaine,
- au Tchad,
- au Liban,
- au Cambodge,
- en Somalie,
- au Rwanda,
- en ex-Yougoslavie,
- en Albanie…

- En septembre 1998, dans le cadre de la restructuration de l'Armée de terre, le 28e RT déménage en Auvergne à Issoire à la place de l'École nationale technique des sous-officiers d'active.Insigne de béret des transmissions.

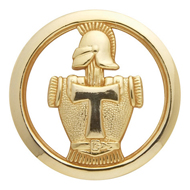
Insigne de béret des transmissions.

- En juillet 2000, la portion centrale du 45e RT de Montélimar est dissoute ; le reste du régiment rejoint le 28e RT et est pour un temps le plus gros régiment de l'Armée de terre.

- En 1998, la Force d'Action Rapide ayant été dissoute, le 28ème Régiment de Transmissions a intégré la brigade de transmissions, elle-même devenue brigade de transmissions et d'appui au commandement.

Ce régiment continue à participer à de nombreuses interventions françaises (Côte d'Ivoire, Balkans, Kosovo, Afghanistan, Liban, Irak, Mali).

## Liste des chefs de corps
Chefs de corps du 28ème Bataillon du Génie
- 1914-1919 : colonel Lanty

Chefs de corps du 28ème Régiment du Génie
- 1929-1932 : colonel Opperman
- 1932-1935 : colonel Rougier
- 1935-1938 : colonel Roche
- 1938-1939 : colonel Vize

Chefs de corps du 28ème Bataillon du Génie
- 1939 : chef de bataillon Crouzet

Chefs de corps du 28ème Régiment de Transmissions
- 1945-1946 : colonel Pare
- 1946-1947 : colonel Lamure

- 1946 : colonel Abinal

Chefs de corps du 28ème Bataillon de Transmissions
- 1947-1948 : chef de bataillon Abinal
- 1948 : capitaine Rosier
- 1948-1951 : chef de bataillon Allaux

Chefs de corps du 28ème Régiment d'Instruction des Transmissions
- 1965-1967 : colonel Virot
- 1967-1969 : colonel Vanwelden
- 1969 : lieutenant-colonel Ayme

Chefs de corps du 28ème Régiment de Transmissions
- 1979-1981 : colonel Letertre
- 1981-1983 : lieutenant-colonel Guilleminot
- 1983-1985 : colonel Chasboeuf
- 1985-1987 : colonel Claude Benito
- 1987-1989 : colonel Michel Sandou
- 1989-1991 : colonel Planchon
- 1991-1993 : colonel Pierre Quesne
- 1993-1995 : colonel Damien Bagaria
- 1995-1997 : colonel Dominique Royal
- 1997-1999 : colonel Michel Riquart
- 1999-2001 : colonel Gilles Rouby
- 2001-2003 : colonel Dominique Lefeuvre
- 2003-2005 : colonel Emmanuel Walger
- 2005-2007 : colonel Jérôme Pellistrandi[1]
- 2007-2009 : colonel Stéphane Adloff
- 2009-2011 : colonel Éric Estrella[2]
- 2011-2013 : colonel Nicolas Rivet[2],[3],[4]
- 2013-2015 : colonel Erwan Rolland[5]
- 2015-2017 : colonel Sylvain Didot[6]
- 2017-2019 : colonel Hyacinthe de Lavaissière de Verdusan[6]
- 2019-2021 : colonel Frédéric Ferrer[7]
- 2021- 2023 : colonel Yannick Le Diraison[8]
- 2023 - : colonel Guillaume Delaveau [9]

## Traditions
Depuis le 10 juin 1981, le 28e régiment de transmissions est héritier du 28e bataillon du génie (1914-1919).

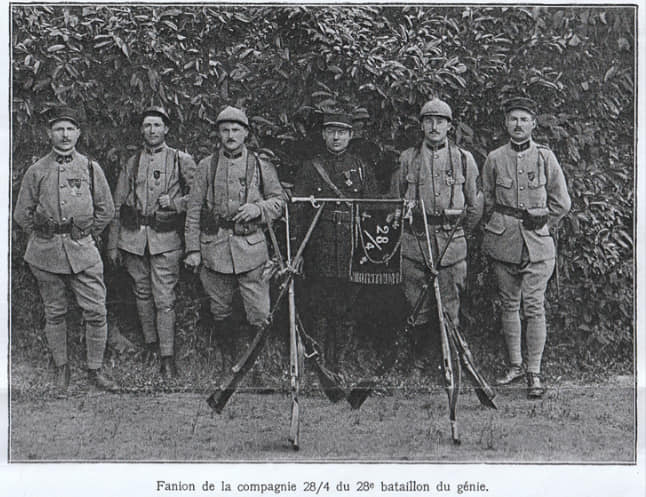
Garde au fanion de la 28/4

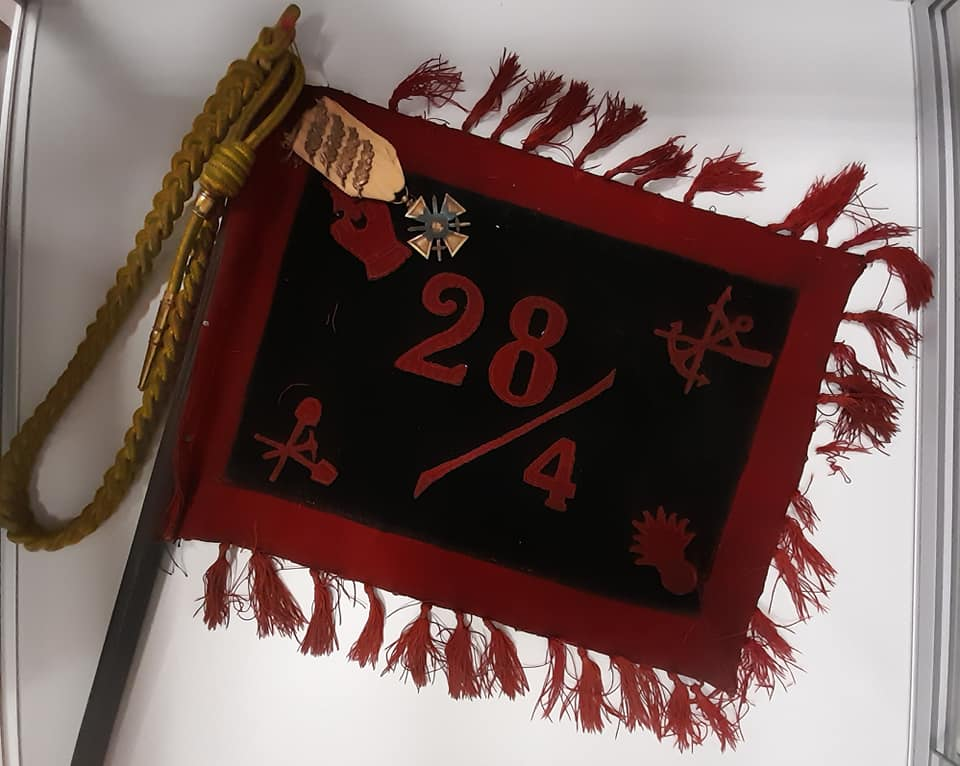
fanion de la 28/4

## Drapeau

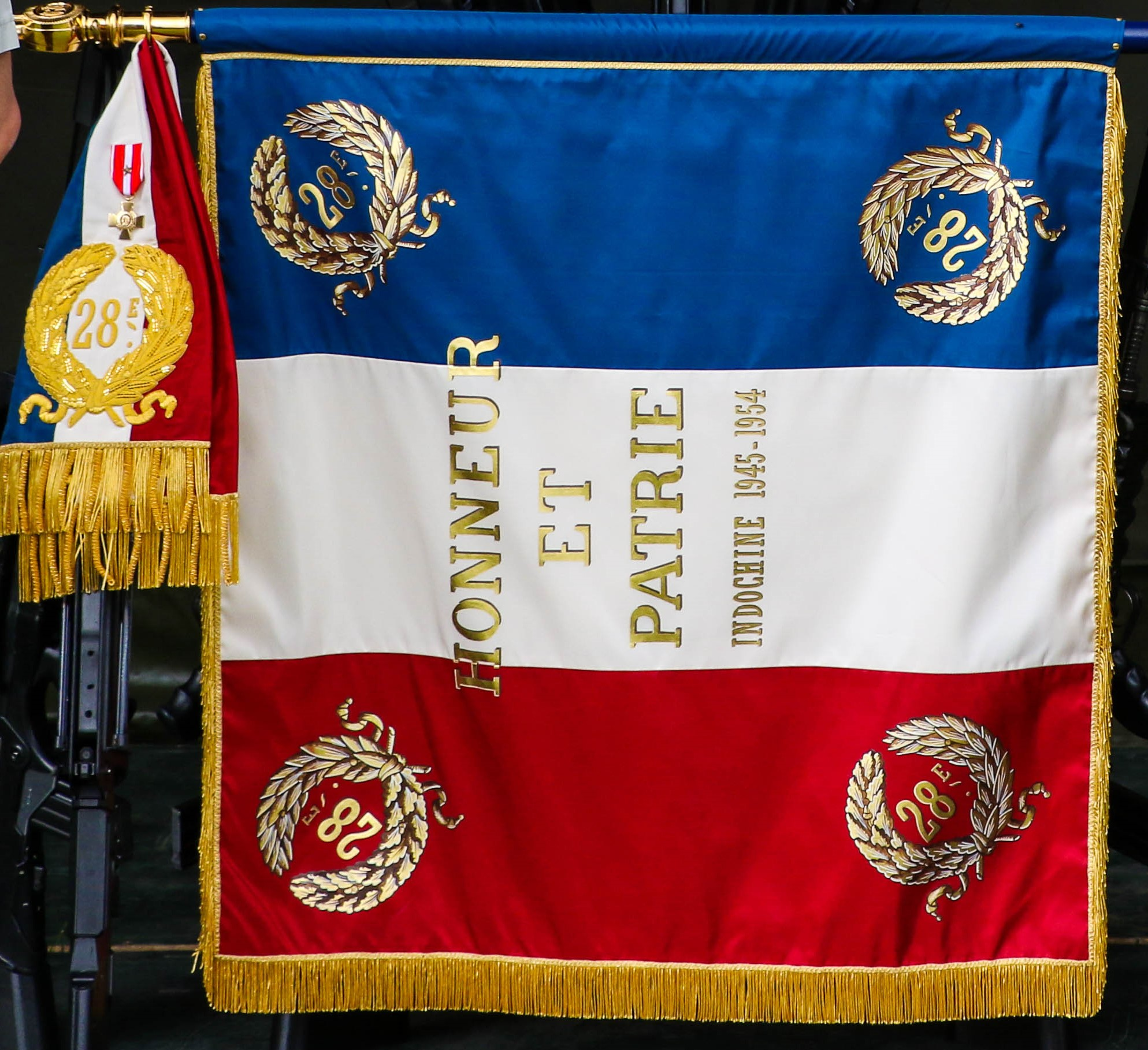
Drapeau du de transmissions.

Le Drapeau du régiment porte dans ses plis l'inscription en lettres d'or:
- Indochine 1945-1954 (l'inscription 1953-1956 était une erreur corrigé sur le 5eme emblème en 2021).

en souvenir de la conduite exemplaire des transmetteurs pendant la campagne d'Indochine
Sa cravate est décorée de la croix de la Valeur Militaire avec citation à l'ordre du régiment.
Décoration remise en décembre 2014 dans la cour des invalides pour son action lors de l'opération Serval en 2013.

## Compagnies
- Lors de la grande guerre 1914-1918, les Compagnies du 28e Bataillon du Génie obtiennent :
- 12 citations à l'ordre de l'Armée ; (mise en place d'une palme sur le ruban de la décoration)
- 3 citations à l'ordre du Corps d'Armée; (mise en place d'une étoile de vermeil sur le ruban de la décoration)
- 3 citations à l'ordre de la Division ; (mise en place d'une étoile d'argent sur le ruban de la décoration)
- 4 citations à l'ordre du Régiment. (mise en place d'une étoile de bronze sur le ruban de la décoration)
- Depuis 10 juin 1981, par décision ministérielle, la Compagnie de Commandement et de Soutien, devenue Compagnie de Commandement et de Logistique est gardienne des traditions de la Compagnie 28/4 du 28ème Bataillon du Génie. Cette compagnie ayant obtenu le port de la croix de guerre 14-18 avec 5 citations à l'ordre de l'Armée et une citation à l'ordre du corps d'Armée s'est vu attribuer le port de la fourragère aux couleurs du ruban de la Médaille Militaire.
- Depuis le 10 juin 1981, par décision ministérielle, la 1ère Compagnie est gardienne des traditions de la Compagnie 28/54 du 28ème Bataillon du Génie. Cette compagnie ayant obtenu le port de la croix de guerre 14-18 avec 3 citations à l'ordre de l'Armée et une citation à l'ordre du corps d'Armée s'est vu attribuer le port de la fourragère aux couleurs de la croix de guerre.
- Depuis le 10 juin 1981, par décision ministérielle, la 2ème Compagnie est gardienne des traditions de la Compagnie 28/2 du 28ème Bataillon du Génie. Cette compagnie ayant obtenu le port de la croix de guerre 14-18 avec 2 citations à l'ordre de l'Armée s'est vu attribuer le port de la fourragère aux couleurs de la croix de guerre.
- La 3ème Compagnie, est gardienne des traditions de la Compagnie 28/3 du 28ème Bataillon du Génie ayant obtenu le port de la croix de guerre 14-18 avec 1 citations à l'ordre de l'Armée et une citation à l'ordre du corps d'Armée. (en cours de validation ministérielle).
- La 4ème Compagnie, est gardienne des traditions de la Compagnie 28/1 du 28ème Bataillon du Génie ayant obtenu le port de la croix de guerre 14-18 avec 1 citation à l'ordre de la Division. (en cours de validation ministérielle).
- La 5ème Compagnie, est gardienne des traditions de la Compagnie 28/55 du 28ème Bataillon du Génie ayant obtenu le port de la croix de guerre 14-18 avec 1 citation à l'ordre de l'Armée. (en cours de validation ministérielle).
- La 10ème Compagnie de réserve, est gardienne des traditions de la Compagnie 28/6 du 28ème Bataillon du Génie ayant obtenu le port de la croix de guerre 14-18 avec 1 citations à l'ordre de la Division et de la Compagnie 6/28 ayant obtenue le port de la croix de guerre Théâtre d'Opération Extérieure avec 1 citation à l'ordre du corps d'Armée. (en cours de validation ministérielle).

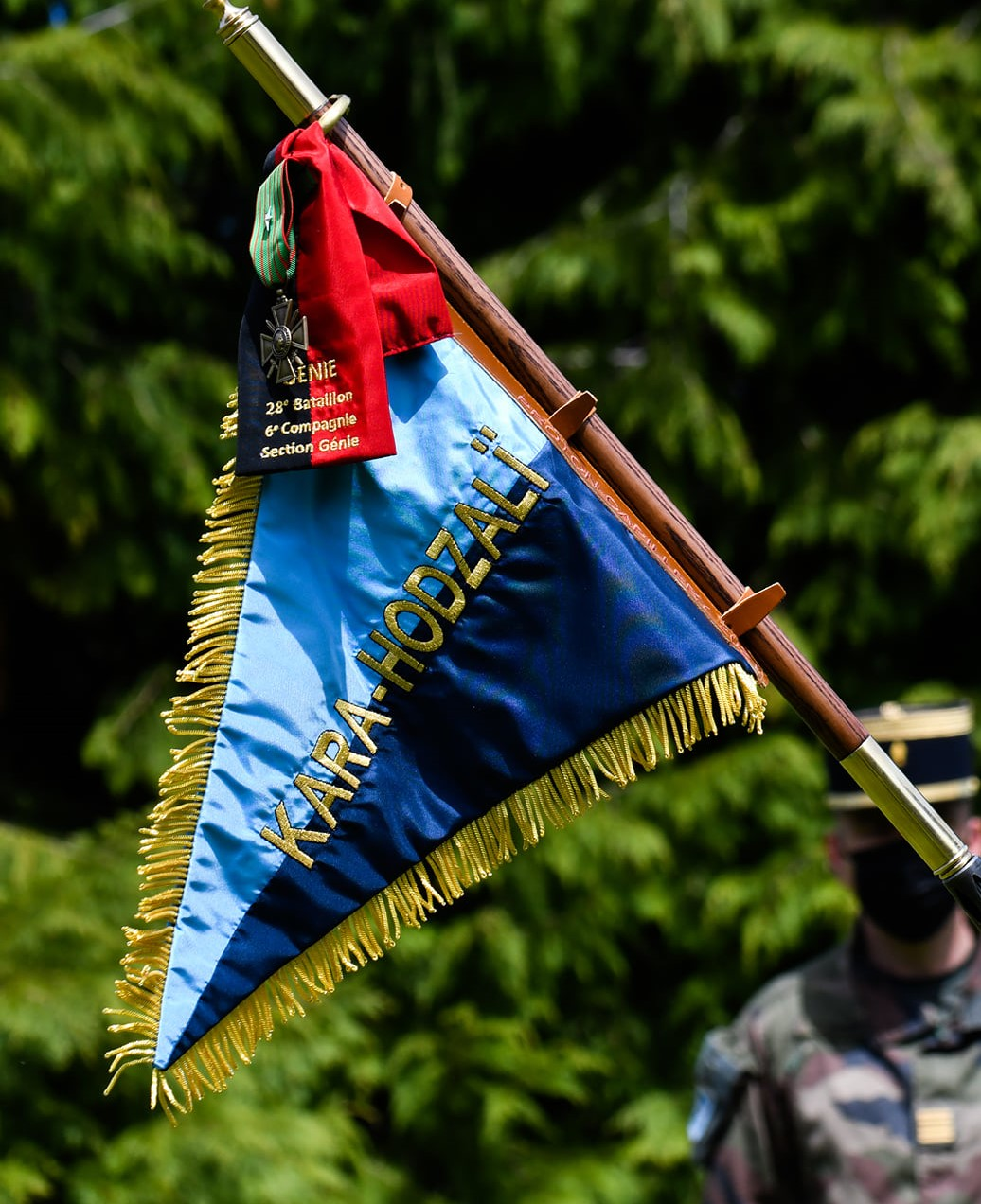
Fanion FGE

de plus, 4 sections du 28eme Bataillon du génie, se sont vu attribué le port de la croix de guerre 1914-1918 :
- 28/6/ génie : 1 citations à l'ordre de la Division, présente sur le fanion de la FGE "KARA-HODZALI"
- 28/4/2 : 1 citations à l'ordre du régiment.
- 28/4/3 : 1 citations à l'ordre du corps d'Armées.
- 28/4/4 : 1 citations à l'ordre du régiment.

## Insigne

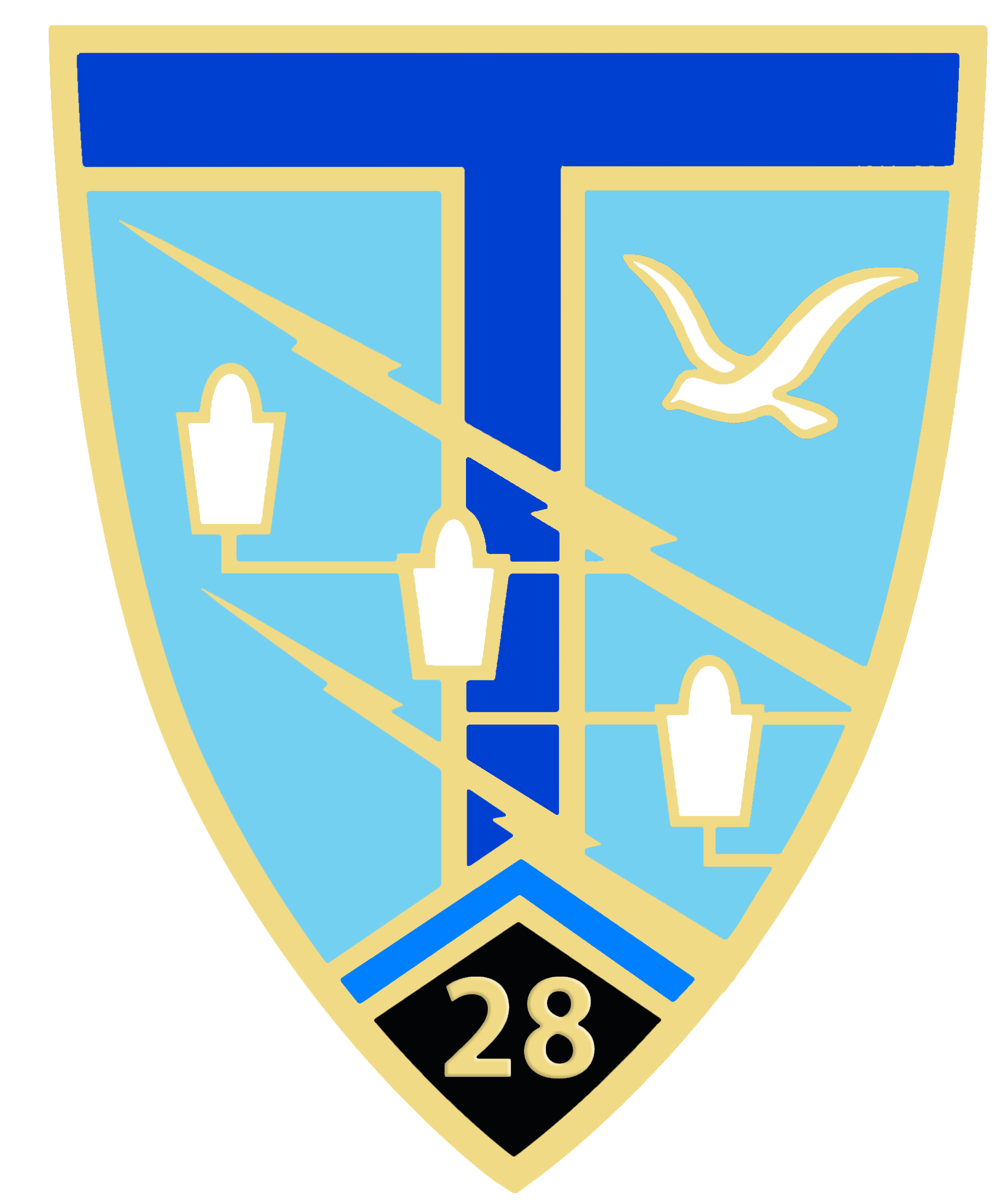
insigne

Héraldique de l'insigne du 28ème Régiment de Transmissions est homologué depuis le 10 septembre 1946 sous le n° H208.
- Écu ancien d'azur à la filière d'or à un tau d'azur foncé soutenu par un chevron abaissé d'azur clair. Brochant le tout trois isolateurs en bande d'argent accostés de deux foudres d'or. Au plan senestre, un pigeon essorant d'argent. La pointe au nombre 28 d'or sur champ de sable.

Les isolateurs rappellent les lignes de télégraphie particulièrement utilisées au cours de la première guerre mondiale et que les sapeurs télégraphistes servaient et maintenaient si nécessaire au péril de leur vie.
Le pigeon est un symbole des Transmissions. on s'en est souvent servi pour transmettre des messages jusqu'à la seconde guerre mondiale. Un pigeon français nommé "VAILLANT" s'est rendu célèbre lors de la bataille de Verdun au cours de la première guerre mondiale en transmettant le dernier message du commandant Reynald demandant des renforts peu avant que le fort de Vaux qu'il commandait ne soit pris par l'ennemi.
L'éclair est encore aujourd'hui un signe international représentant les Transmissions notamment au sein de l'OTAN.

## Devise
"AGIR VITE ET BIEN"
La devise du régiment lui fut donnée par le colonel Yves Letertre qui commandait le régiment lorsqu'il fut recréé en 1979.
Cette devise semblait prédestinée puisque le régiment rejoignit la Force d'Action Rapide en 1984